# Roukaya Mahamane
Roukaya Moussa Mahamane, född 13 januari 1997, är en nigerisk simmare.

## Karriär
Mahamane tävlade för Niger vid olympiska sommarspelen 2016 i Rio de Janeiro, där hon blev utslagen i försöksheatet på 50 meter frisim. Vid olympiska sommarspelen 2020 i Tokyo slutade Mahamane på 76:e plats på 50 meter frisim och blev utslagen i försöksheatet.